# 12381 Hugoclaus
12381 Hugoclaus este un asteroid din centura principală de asteroizi.

## Descriere
12381 Hugoclaus este un asteroid din centura principală de asteroizi. A fost descoperit pe 12 august 1994 la Observatorul La Silla de Eric Walter Elst. Asteroidul prezintă o orbită caracterizată de o semiaxă mare de 2,77 ua, o excentricitate de 0,10 și o înclinație de 9,1° în raport cu ecliptica.